# NGC 2339
NGC 2339 è una galassia a spirale barrata situata nella costellazione dei Gemelli, a una distanza di circa 116 milioni di anni luce dalla nostra Via Lattea.

## Scoperta
La galassia è stata scoperta il 22 febbraio 1789 dall'astronomo britannico di origine tedesca William Herschel.

## Descrizione
NGC 2339 è una galassia attiva (AGN).
La luminosità di NGC 2339 nell'infrarosso lontano (da 40 a 400 µm)  è uguale a 4,47 x 1010 {\displaystyle L_{\odot }} (1010,65 {\displaystyle L_{\odot }}), mentre la sua luminosità totale nell'infrarosso (da 8 a 1000 µm) è di 5,75 x 1010 {\displaystyle L_{\odot }} (1010,76 {\displaystyle L_{\odot }}).